# Dendrolagus stellarum
Dendrolagus stellarum är en pungdjursart som beskrevs av Tim Flannery och Seri 1990. Dendrolagus stellarum ingår i släktet trädkänguruer och familjen kängurudjur. IUCN kategoriserar arten globalt som sårbar. Inga underarter finns listade.
Pungdjuret förekommer på centrala Nya Guinea och vistas där i skogar i bergstrakter.